# Hypsiprymnodon moschatus
Il ratto canguro muschiato (Hypsiprymnodon moschatus Ramsay, 1876) è una specie di marsupiale delle dimensioni di un ratto diffusa nelle foreste pluviali della Nuova Guinea e dell'Australia nord-orientale. Nonostante alcuni scienziati lo considerino come appartenente ad una sottofamiglia (Ipsiprimnodontini, Hypsiprymnodontinae) della famiglia dei Potoroidi, le classificazioni più recenti lo pongono nella famiglia degli Ipsiprimnodontidi insieme ad altre specie preistoriche di ratti canguro. Questo animale, il più piccolo tra tutti i Macropodiformi, ha un'andatura quadrupede ed è attivo solamente di giorno. Lungo circa 23 cm, si nutre di frutti caduti, ma anche di piccoli invertebrati.
Si sposta estendendo prima le zampe anteriori e poi portando in avanti entrambe le posteriori.
La femmina dà alla luce due o tre piccoli, che rimarranno nel marsupio per circa 21 settimane.

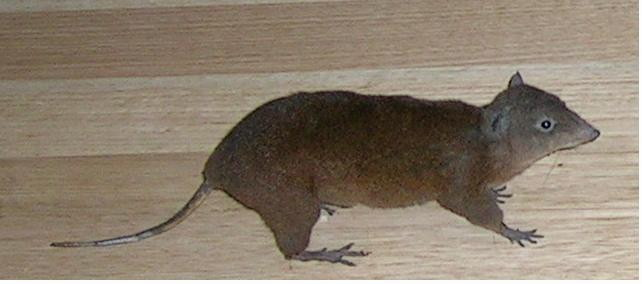